# 郭善利
郭善利，辽朝官员。
郭善利担任启圣军节度使、金紫崇禄大夫、檢校司徒、兼御史中丞、骑都尉，汾阳县开国子、食邑五百户。咸雍八年（1072年）辽圣宗的第六子、上京留守耶律宗愿去世，郭善利充任敕祭发引使。启圣军治所在儀坤州（今内蒙古自治区赤峰市克什克腾旗东南），属上京道，而时任上京留守者为耶律宗愿，郭善利或为耶律宗愿的属下，故成为耶律宗愿死后丧事的主持人。